# 朝日村 (熊本県)
朝日村（あさひむら）は、熊本県の中部、上益城郡にかつてあった村である。

## 歴史
- 1889年4月1日 - 町村制が施行。高月村、鶴ヶ田村、安方村、郷原村、川口村、井無田村、仏原村、大平村が合併して発足。
- 1956年7月1日 - 小峰村と合併し清和村となる。